# Christian Vestergaard
Christian Vestergaard (født 26. marts 2001) er en professionel dansk fodboldspiller, der spiller som midterforsvarer for Kolding IF, på lån fra Superliga- klubben OB.

## Karriere
Født i Assens startede Vestergaard sin karriere i Assens FC, inden han som 13-årig kom til OB. 
I oktober 2019 sad Vestergaard på bænken i to danske Superliga- kampe, dog uden at få sin debut for klubben. Den 23. januar 2020, kort efter at have fået en korsbåndsoperation efter at være blevet skadet i samme måned, underskrev 18-årige Vestergaard en ny aftale med OB, der kørte fra 1. juli 2021 og 1,5 år frem, hvilket også sikrede ham et permanent skifte til førsteholdstruppen fra sommeren 2020.  
Efter at have været ude i to ud af de seneste tre år fik Vestergaard endelig sin officielle debut for OB i en Pokalen- kamp mod FC Midtjylland, hvor han spillede hele kampen.   Vestergaard fik også sinSuperliga- debut den 24. maj 2021 mod AC Horsens.
Den 31. maj 2021 underskrev Vestergaard en kontraktforlængelse med OB indtil juli 2024.  For at få lidt erfaring blev det den 24. juni 2022 bekræftet, at Vestergaard ville bruge den kommende sæson 2022-23 på leje hos den danske 2. divisionsklub Kolding IF.  Med i 28 ligakampe i løbet af sæsonen hjalp Vestergaard Kolding med at oprykkke til 1. Division for sæsonen 2023-24. Herefter bekræftede OB også, at Vestergaard ville bruge endnu en sæson på leje i Kolding. 